# Lolin (Stradlice)
Lolin – przysiółek wsi Stradlice w Polsce, położony w województwie świętokrzyskim, w powiecie kazimierskim, w gminie Kazimierza Wielka
W latach 1975–1998 przysiółek administracyjnie należał do województwa kieleckiego.